# Марин Босіочич
Марин Босіочич (хорв. Marin Bosiočić; нар. 8 серпня 1988, Рієка) – хорватський шахіст, гросмейстер від 2008 року.

## Шахова кар'єра
У 1998-2006 роках неодноразово представляв Хорватію на чемпіонаті світу та Європи серед юніорів у різних вікових категоріях, також двічі (2003, 2006) представляв країну на командній першості Європи серед юніорів до 18 років. У 2004 і 2005 роках двічі виборов золоті медалі на чемпіонаті Хорватії серед юніорів до 17 років. 2005 року посів 2-ге місце (позаду Томаша Полака) на турнірі за круговою системою в Спліті. У 2006 році був другим (позаду Алесандара Ковачевича) в Новому Саді, тоді як 2007 року поділив 1-ше місце (разом з Небойшою Никцевичем, Овідіу Фойшором і Робертом Зелчичем) на турнірі за швейцарською системою в Каннах. 2008 року виконав дві гросмейстерські норми, під час чемпіонату Європи в Пловдиві і на турнірі open в Трієсті (поділив 1-ше місце разом з Сергієм Тівяковим), а також поділив 2-ге місце (позаду Івана Шаріча, разом з Огнєном Йованичем і Боркі Предоєвичем) в Пулі. 2009 року виступив у складі національної збірної на командному чемпіонаті Європи, який відбувся в Новому Саді, також поділив 2-ге місце (позаду Гжегожа Гаєвського, разом із, зокрема, Огнєном Цвітаном, Младеном Палацом і Ельтаджем Сафарлі) у Рієці. 2011 року переміг у Спліті, а також поділив 1-ше місце (разом із, зокрема, Петером Прохаскою, Олександром Іпатовим, Момчілом Ніколовим і Юрієм Криворучком) в Ретимно. 2014 року переміг у Санкт-Файт-ан-дер-Глан.
Найвищий рейтинг Ело в кар'єрі мав станом на 1 вересня 2011 року, досягнувши 2593 очок займав тоді 4-те місце серед хорватських шахістів.

## Зміни рейтингу
| На цьому місці має відображатися графік чи діаграма, однак з технічних причин його відображення наразі вимкнено. Будь ласка, не видаляйте код, який викликає це повідомлення. Розробники вже працюють для того, щоби відновити штатне функціонування цього графіка або діаграми. | |
| | На цьому місці має відображатися графік чи діаграма, однак з технічних причин його відображення наразі вимкнено. Будь ласка, не видаляйте код, який викликає це повідомлення. Розробники вже працюють для того, щоби відновити штатне функціонування цього графіка або діаграми. |